# Dryobotodes dejecta
Dryobotodes dejecta là một loài bướm đêm trong họ Noctuidae.